# Мория (город)
Мория (яп. 守谷市 Мория-си) — город в Японии, находящийся в префектуре Ибараки. Площадь города составляет 35,63 км², население — 64 043 человека (1 августа 2014), плотность населения — 1797,45 чел./км².

## Географическое положение
Город расположен на острове Хонсю в префектуре Ибараки региона Канто. С ним граничат города Цукубамирай, Ториде, Дзёсо, Касива, Нода.

## Население
Население города составляет 64 043 человека (1 августа 2014), а плотность — 1797,45 чел./км². Изменение численности населения с 1980 по 2005 годы:
| 1980 | 17 585 чел. |  |
| 1985 | 23 856 чел. |  |
| 1990 | 36 427 чел. |  |
| 1995 | 45 821 чел. |  |
| 2000 | 50 362 чел. |  |
| 2005 | 53 700 чел. |  |

## Символика
Деревом города считается сосна, цветком — Lilium auratum, птицей — Bambusicola thoracicus.